# Pupilloidei
Pupilloidei — таксономічний інфраряд наземних равликів, що дихають повітрям, напівполаків і слимаків, наземних легеневих черевоногих молюсків підряду Helicina.

## Надродини
- Azecoidea H. Watson, 1920
- Chondrinoidea Steenberg, 1925
- † Dendropupoidea Wenz, 1938
- Pupilloidea W. Turton, 1831

Синоніми
- Achatinelloidea Gulick, 1873: synonym of Pupilloidea W. Turton, 1831
- Cochlicopoidea Pilsbry, 1900 (1879): synonym of Pupilloidea W. Turton, 1831
- Enoidea B. B. Woodward, 1903 (1880): synonym of Pupilloidea W. Turton, 1831
- Partuloidea Pilsbry, 1900: synonym of Pupilloidea W. Turton, 1831